# Літавиця
Літавиця - персонаж української міфології, вогненна змієподібна літаюча істота, яка вміє перевтілюватися в красиву жінку аби спокушати молодих чоловіків. За іншою версією ця істота, колишня добра людська душа, що повертається на землю аби полегшувати страждання нещасливих людей. 

## Згадки у культурі
У Пласті 46-ий курінь УСП, який був створений 1996 року і займається вихованням відчуття естетики та відкриття талантів серед молоді має назву "Літавиці".

Літавиці виступали дійовими персонажами казок у  Василя Королів-Старого, зокрема у збірці казок Нечиста сила, 1923 року.
|                                           | Літавицею ж може бути тільки добра-добра людська душа, яка згодиться перейняти на себе страждання безневинних людей, що терплять вони на землі. Тяжко те, дуже тяжко, й добре знала про те Гаврилкова мати. Та не могла вона стерпіти, щоб далі заживав її любий синок тих мук та страждання. От і стала вона Літавицею, що спадає з неба блискучою зіркою на землю в те місце, де жорстокі та несправедливі люди мучать або знущаються над іншими людьми. Летить вона ясною зіркою, яку ми часто бачимо увечері. Поспішає вона на поміч нещасливим, подає їм утіху в добрій надії, подає їм розвагу в щасливому, радісному сні, стоячи вночі над ліжком мученика. Й тим бере на себе частину його горя, полегшує його страждання. |
| — Василь Королів-Старий, Казка "Літавиця" | |

У Василя Герасимюка є вірш "Літавиця стоїть на воді".
У 1995 році у книзі Василя Сокола "Народні легенди та перекази українців Карпат".
У 2000 році Йосип Струцюк написав однойменне еротичне оповідання.
У 2004 році в романі Степана Пушика "Страж-гора".
У 2006 році в книзі Громовиці Бердник "Знаки карпатської магії" літавиці зваблюють молодих вівчарів, щоб ті їм грали на сопілці. 
У 2008 році у словнику слов'янських міфологічних уявлень, вірувань та легенд "Слов'янський світ" за редакцією Олександра Кононенка.
У 2008 році у романі "Вода з каменю. Саксаул у пісках" Романа Іваничука.
У книзі Богдана Рути "Учень мольфара", 2018 року.
У 2018 році Юлій Хвещук видав книгу "Літавиця".
У 2020 році було створене Творче Об'єднання "ЛІТавиця [Архівовано 17 лютого 2022 у Wayback Machine.]" - конкурсний та навчальний майданчик для українських авторів, які пишуть фантастику.
Термін використовується також у назвах підприємств.